# Nando De Luca
Nando De Luca, all'anagrafe Ferdinando De Luca (Milano, 26 gennaio 1940), è un pianista, arrangiatore e compositore italiano.

## Biografia
Dopo gli studi compiuti al Conservatorio Giuseppe Verdi di Milano, Nando De Luca farà parte dal 1959 come batterista del gruppo musicale I Cavalieri, composto da artisti poi divenuti famosi: Enzo Jannacci, Paolo Tomelleri, Gianfranco Reverberi e Luigi Tenco, partecipando anche ad alcune incisioni della Dischi Ricordi, tra cui un EP di Tenco.

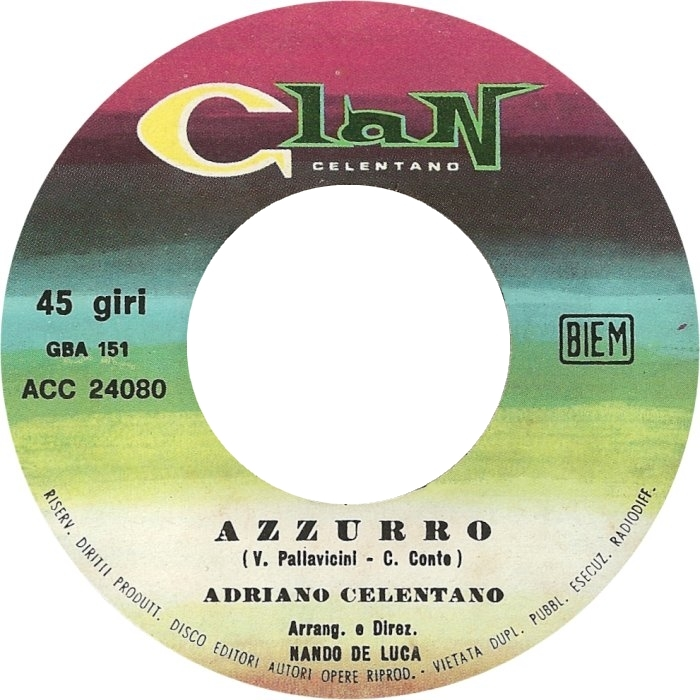
L'etichetta di Azzurro, successo di Adriano Celentano con arrangiamento e direzione di Nando De Luca (1968)

Nel 1961 iniziano le collaborazioni come pianista e arrangiatore per vari artisti tra i quali I Ribelli, il gruppo che accompagna Adriano Celentano dove milita Gino Santercole ed entra a far parte del Clan Celentano lavorando per lui come arrangiatore e pianista sia in studio che dal vivo.
Il suo primo lavoro importante è proprio l'arrangiamento del famosissimo brano Azzurro (1968) scritto da Paolo Conte e Vito Pallavicini e cantato da Celentano. De Luca scrive inoltre, con Gino Santercole, la musica di Una carezza in un pugno (retro di Azzurro), diventato anch'esso un evergreen.
L'anno successivo compone le musiche di Straordinariamente, e Storia d'amore, entrambe incise da Adriano Celentano: quest'ultima in particolare diventa un nuovo grande successo del cantante, che la riproporrà in molte delle sue trasmissioni televisive, e vanterà più avanti anche una reinterpretazione da parte degli Avion Travel.
Nel 1970 partecipa come autore al Festival di Sanremo 1970 con Ciao anni verdi, interpretata da Rosanna Fratello, e scrive per Celentano Viola, altro brano fortunato, e Cosa fai questa sera, contenuta nell'album Il forestiero.
Sempre nel 1970 scrive con Enzo Jannacci la musica del brano Il dritto, contenuto nell'album La mia gente: una delle canzoni più note nel repertorio del medico cantautore, che la reinciderà nel 1980, per l'album Ci vuole orecchio; in quello stesso anno il brano sarà registrato anche da Milva, nell'LP La Rossa, sempre assieme a Jannacci. La collaborazione di De Luca con Jannacci proseguirà quindi nell'album E allora...Concerto del 1981 (sulla cui copertina De Luca appare alla guida di una Vespa con Jannacci a bordo).
Dirige l'orchestra al Festival di Sanremo 1971 per l'esibizione di Celentano in Sotto le lenzuola e al Festival di Sanremo 1972.

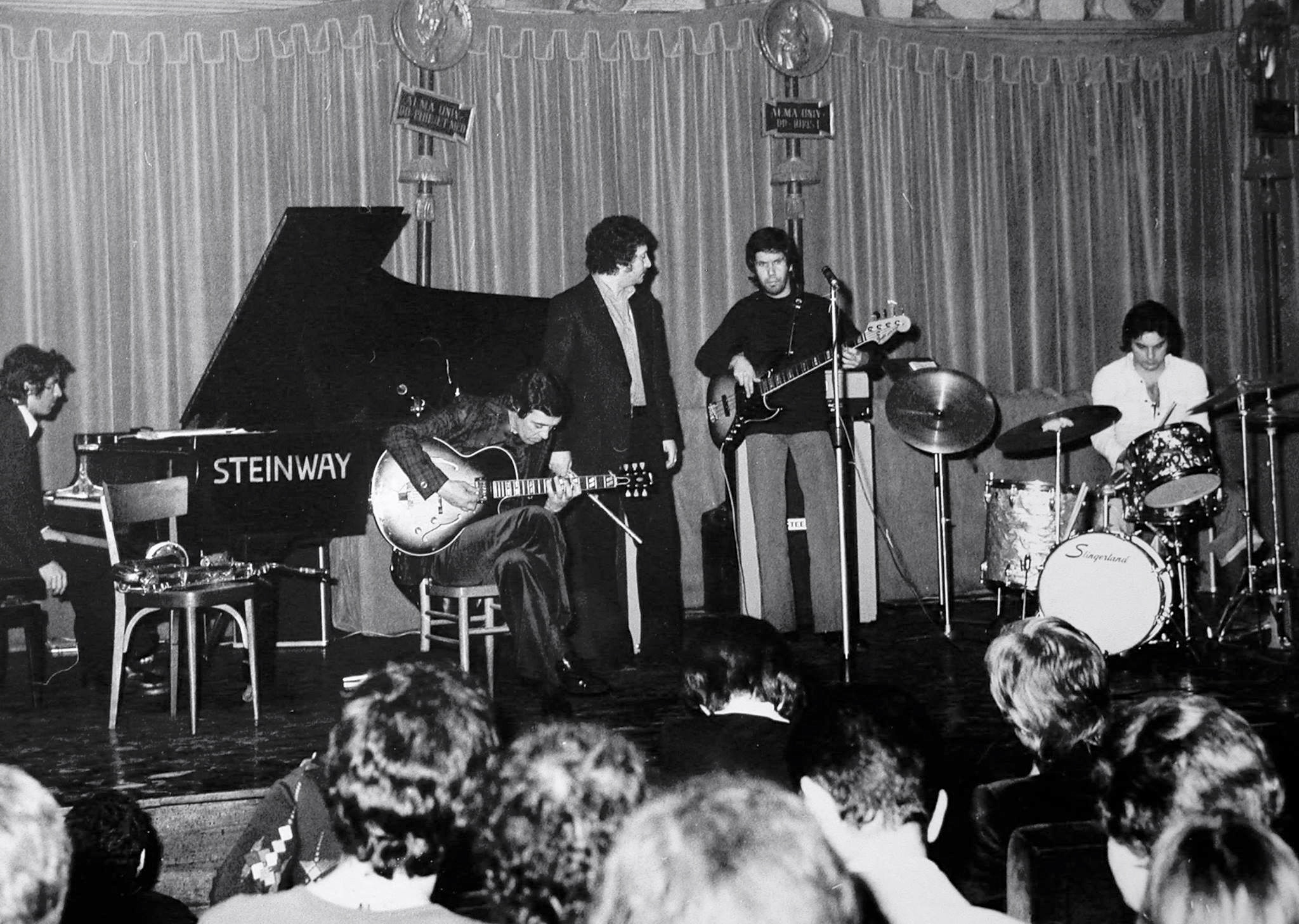
De Luca al piano durante un concerto jazz con il Franco Cerri Quintet - De Luca, Cerri, Baiocco, Presti, De Piscopo (1973)

Nel 1973 entra nel gruppo del grande chitarrista jazz Franco Cerri, con Pino Presti al basso elettrico, Giorgio Baiocco al sax e flauto, e Tullio De Piscopo alla batteria; con questa formazione si esibisce in molte città italiane ed è al fianco del  violinista jazz Stéphane Grappelli per una serie di concerti al Jazz Power di Milano (aprile 1973).
Ancora nel 1973 si esibisce al Bergamo Jazz Festival con Franco Cerri, Hugo Heredia, Dodo Goya e Gianni Cazzola.
La collaborazione con Celentano è sempre continuata, è infatti il suo arrangiatore e direttore d'orchestra negli album Adriano rock (1968), Le robe che ha detto Adriano (1969), Er più - Storia d'amore e di coltello (1971), I mali del secolo (1972), Nostalrock (1973).
Negli anni Settanta scrive alcune colonne sonore, come Un tipo con una faccia strana ti cerca per ucciderti di Tulio Demicheli del 1973, L'assassino è costretto ad uccidere ancora di Luigi Cozzi del 1975, Passi furtivi in una notte boia di Vincenzo Rigo del 1976, Fatto di sangue fra due uomini per causa di una vedova. Si sospettano moventi politici di Lina Wertmüller del 1978; nel decennio successivo scrive le musiche per Se lo scopre Gargiulo di Elvio Porta del 1988.
Collabora anche con Mina nelle sue ultime esibizioni dal vivo al teatro tenda Bussoladomani di Sergio Bernardini, partecipando quindi anche al disco che ne è tratto, Mina Live '78.
Risultano depositate alla SIAE 224 canzoni a suo nome.

## Canzoni scritte da Nando de Luca
| Anno | Titolo                        | Autori del testo                 | Autori della musica               | Interpreti        |
| ---- | ----------------------------- | -------------------------------- | --------------------------------- | ----------------- |
| 1968 | Una carezza in un pugno       | Luciano Beretta e Miki Del Prete | Nando De Luca e Gino Santercole   | Adriano Celentano |
| 1968 | Straordinariamente            | Luciano Beretta                  | Nando De Luca e Gino Santercole   | Adriano Celentano |
| 1969 | Lirica d'inverno              | Luciano Beretta e Miki Del Prete | Nando De Luca e Adriano Celentano | Adriano Celentano |
| 1969 | Storia d'amore                | Luciano Beretta e Miki Del Prete | Nando De Luca e Adriano Celentano | Adriano Celentano |
| 1970 | Viola                         | Luciano Beretta e Miki Del Prete | Nando De Luca                     | Adriano Celentano |
| 1970 | Chi non lavora non fa l'amore | Luciano Beretta e Miki Del Prete | Nando De Luca e Adriano Celentano | Adriano Celentano |
| 1970 | Il Forestiero                 | Luciano Beretta e Miki Del Prete | Nando De Luca e Gino Santercole   | Adriano Celentano |
| 1970 | Il dritto                     | Enzo Jannacci e Sandro Parenzo   | Nando De Luca                     | Enzo Jannacci     |
| 1970 | Brutta                        | Luciano Beretta e Miki Del Prete | Nando De Luca e Gino Santercole   | Adriano Celentano |
| 1970 | Cosa fai questa sera          | Mogol                            | Nando De Luca                     | Adriano Celentano |
| 1971 | Voglio regalarti questo disco | Miki Del Prete e Luciano Beretta | Nando De Luca                     | Mau Cristiani     |